# Calle Mercaderes (Pamplona)
La calle Mercaderes (o de Mercaderes) es una vía urbana de Pamplona que une la Plaza Consistorial con la antigua plaza de Santa Cecilia (actualmente punto de confluencia de la calle Curia, la calle Calderería, la calle Mañueta y la calle Navarrería) dentro de la ciudad de la Navarrería. Parte de su trazado forma parte del tradicional recorrido de los encierros de Pamplona (tramo de Mercaderes), concretamente el espacio comprendido entre la plaza Consistorial y la calle Estafeta (la llamada Curva de Mercaderes) que nace en este punto. Su anchura es desigual ya que a comienzos del siglo XX ganó espacio tras el derribo una pequeña manzana de casas (Casa Viscor según algunos autores) que prolongaban la longitud de la calle Chapitela y de la calle Calceteros hasta la esquina con la calle Estafeta. Durante la Edad Media, formaba con la calle Curia la rúa mayor de la Navarrería, uno de los burgos de Pamplona. Entre 1916 y 1972 se le llamó calle Doña Blanca de Navarra.

## Contexto histórico

### Rúa Mayor de la Navarrería
Antiguamente se la conocía como la Rúa Mayor de la Navarrería (en parte, junto con la calle Curia), y fue mandada construir en 1324 «de portali populationis usque ad Sanctam Mariam, directa uia» y junto a ella se levantó el chapitel del rey en el espacio que, en parte, ocupa ahora la calle Chapitela.
En 1350 el libro del Monedage esta vía se menciona desdoblada en la «Rua Mayor ysent de la Poblation» (la Población de San Nicolás, actual calle Calceteros) y la «Rua Mayor ysent del Portal del Borc» (el Burgo de San Cernin, atravesando la actual plaza Consistorial hasta Portalapea).

Seguía conservando este nombre de Rúa Mayor todavía en 1534.

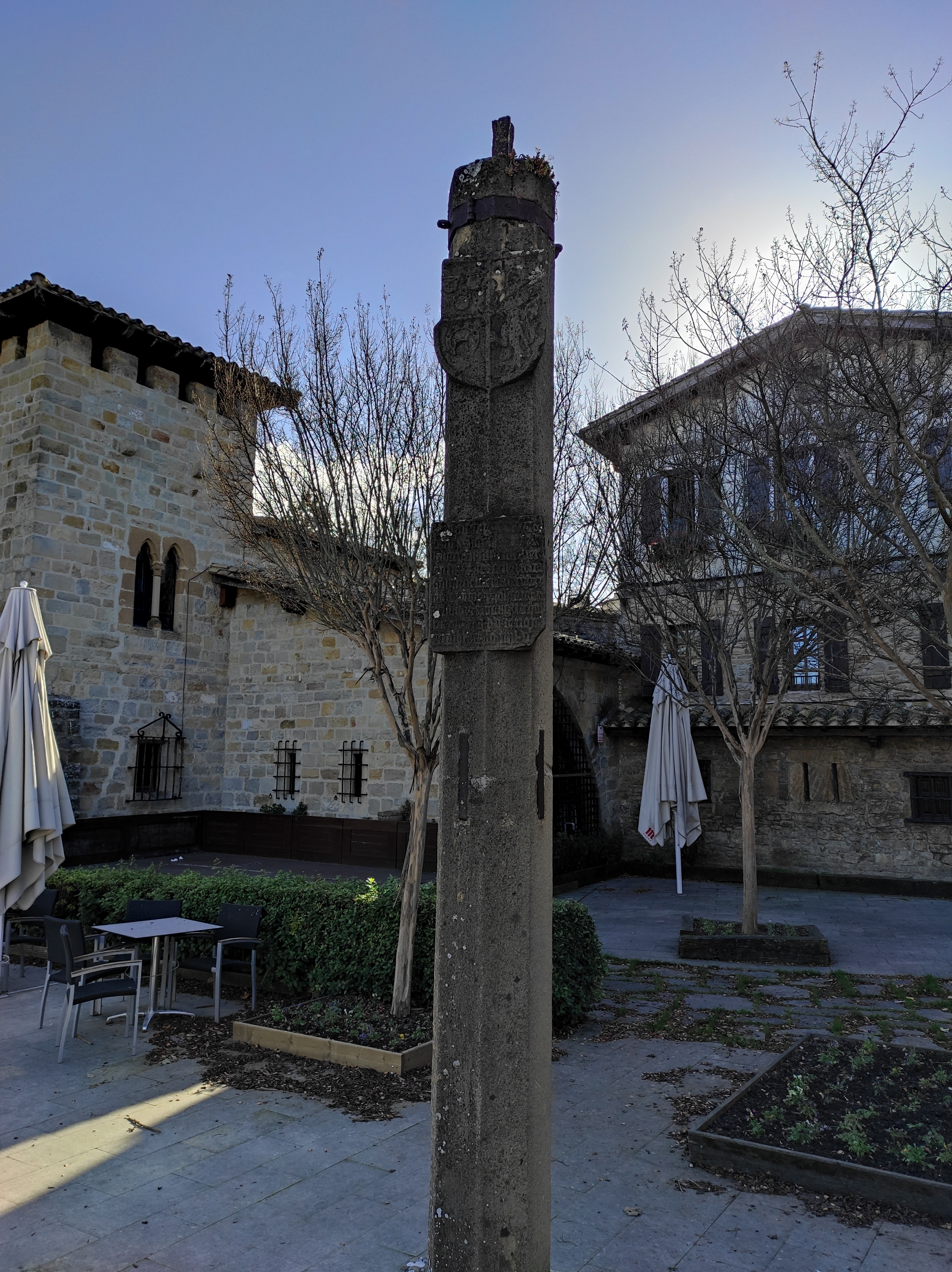
Cruz del Mentidero, antiguamente en la calle Mercaderes, actualmente en el baluarte del Redín, junto al Mesón del Caballo Blanco.

### Cruz del Mentidero o de la Navarrería
Anteriormente, según José Joaquín Arazuri, se conoció como calle del Mentidero por la cruz en ella instalada el 5 de noviembre de 1500, en la esquina formada por las calles Curia y Navarrería. También se la denominaba como Cruz de la Navarrería. Esta cruz fue traslada primero al cementerio de Berichitos el 25 de abril de 1842, y más de un siglo después, en 1961, a la zona del baluarte del Redín, junto al Mesón del Caballo Blanco. En ella se lee una inscripción que dice:

A honor y reverencia de Nuestro Señor Jesucristo y de la Virgen María ficieron fazer esta cruz GARCÍA DE LANZAROT, mercader vecino de Pamplona, y Joaquina MARTÍN DAOIZ, su mujer, la quoal fue puesta a cinco de noviembre de mil quinientos.

En lugar antes ocupado por "el Mentidero" se configuró una picota para el ajusticiamiento de condenados a muerte.

### CairefortoCallefortede la Navarrería
En la parte final de la calle, cerca del Burgo de San Cernin, se levantó una fortificación en tiempos de Carlos II de Navarra y su hijo Carlos III de Navarra tomando el nombre de Cairefort o Calleforte de la Navarrería.
Son varias aún las casas de esta calle que lucen en sus fachadas escudos de armas correspondientes a diferentes familias notables que, especialmente desde el siglo XVIII, se instalaron en la zona.

Piedras armeras en Mercaderes
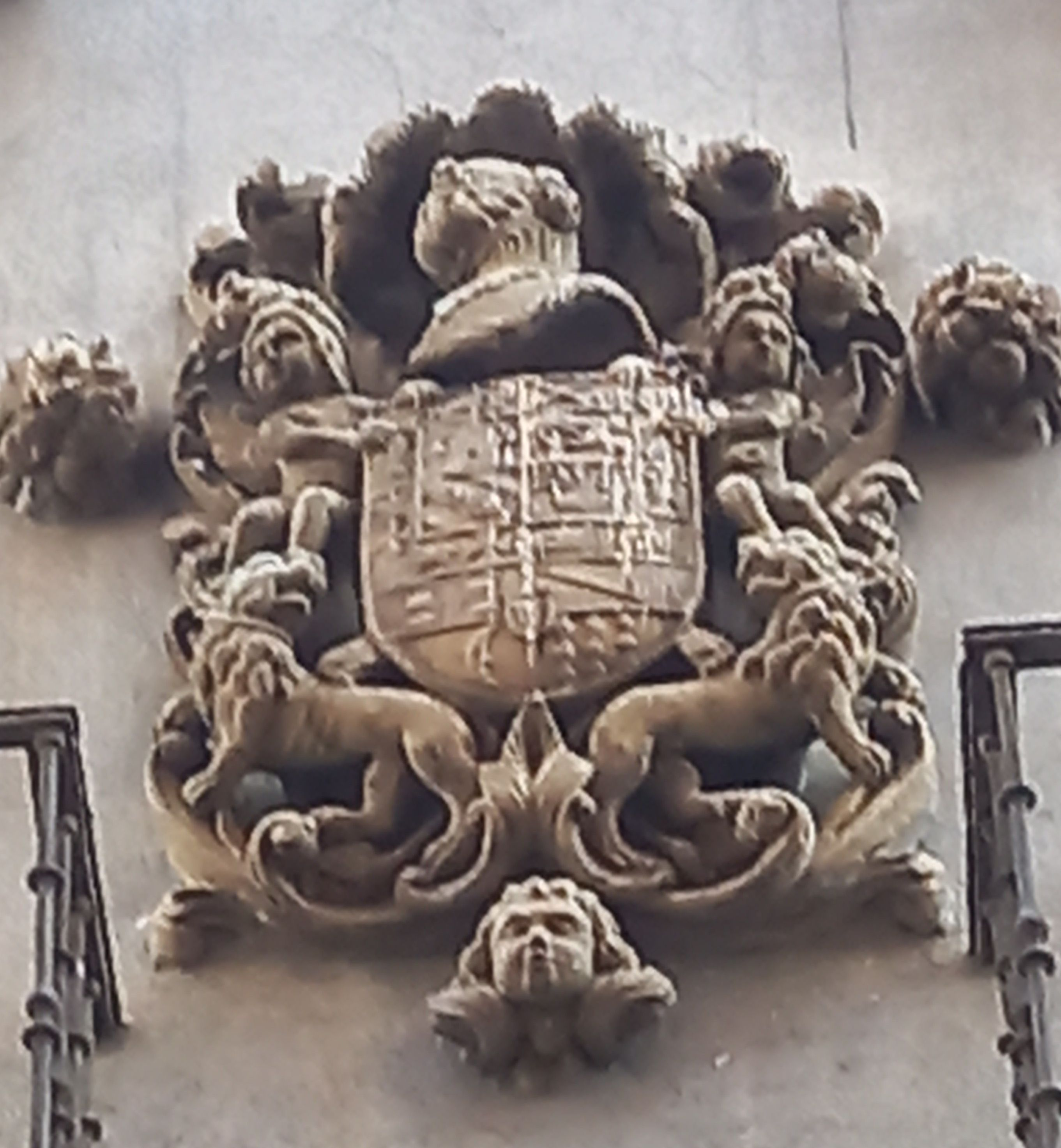
Mercaderes, 3. Armas de los García-Herreros y Leoz.
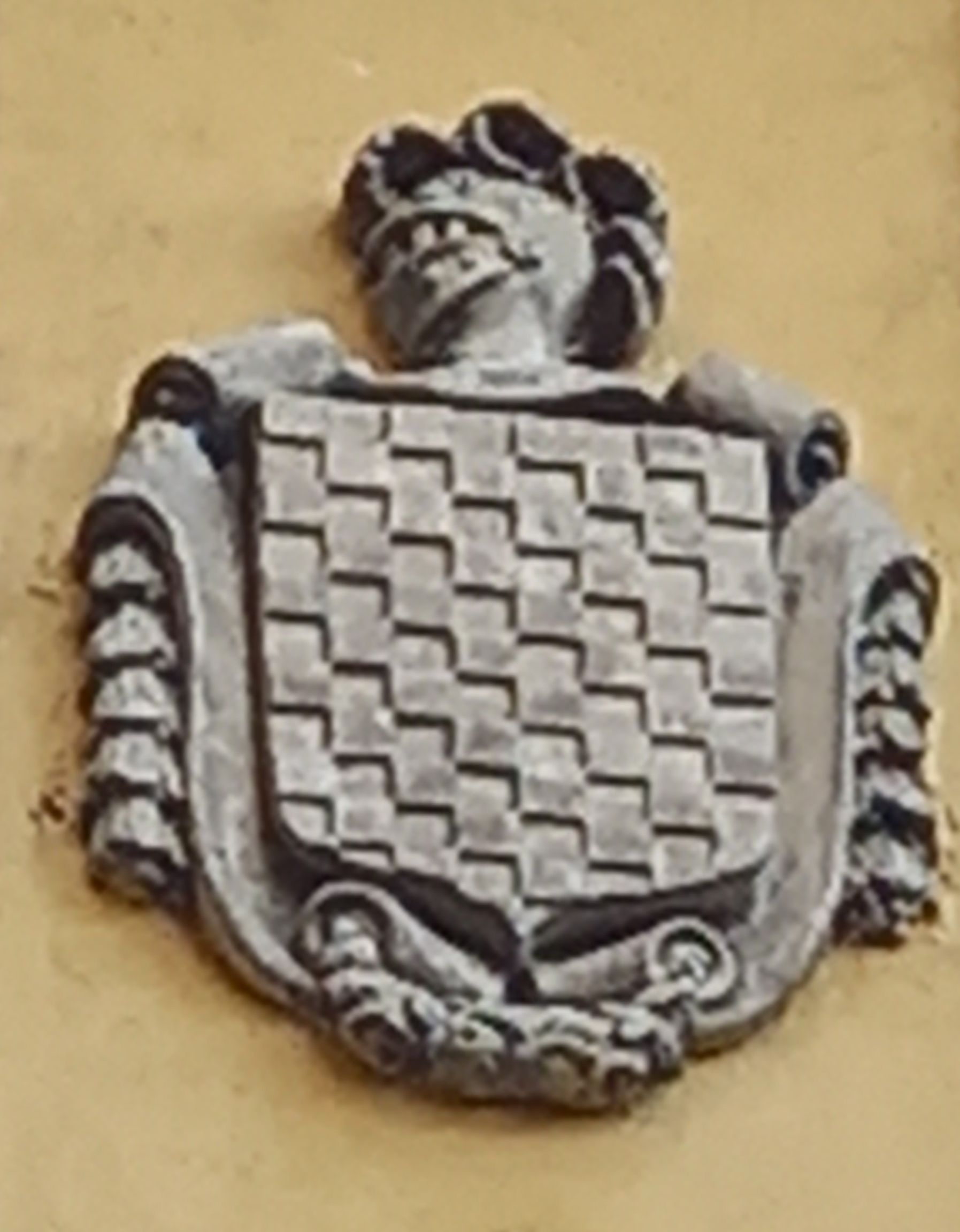
Mercaderes, 9. Armas de los Echegaray.

### Nombre actual: Mercaderes
Su nombre actual, casi de forma ininterrumpida, parece que se empezó a emplear, según afirma Juan José Martinena, en 1682, al menos, como se recoge en un proceso de esa fecha entre Martín de Echenique y Miguel de Hualde «por el arriendo de una casa en esta calle». La razón del nombre pudo tener su base en el hecho de que, desde, por lo menos, el siglo XVI, fueron muchos los comerciantes instalados en las casas y botigas de esta vía.

### Calle Doña Blanca de Navarra
Entre 1916 y 1972 se le llamó calle Doña Blanca de Navarra.

### Camino de Santiago
Pamplona suele ser el final de algunas etapas del Camino de Santiago para los peregrinos que llegan desde Roncesvalles. El caminante que llega a la ciudad por el norte tras atravesar el puente de la Magdalena, accede a ella por el Portal de Francia o de Zumalacárregui. El recorrido habitualmente recorrido pasa por la catedral desde la plazuela de San José, desciende por la calle Curia, continua por la calle Mercaderes hasta la plaza Consistorial donde toma la calle Mayor que recorre por entero desde la iglesia de San Saturnino hasta la iglesia de San Lorenzo.

### Tramo de Mercaderes
Es la denominación que se ha popularizado para designar la parte de la calle recorrida por los encierros de Pamplona cada mañana sanferminera. Esta sección de la vía comienza en la plaza Consistorial y recorre unos 70 m hasta la confluencia con la calle Estafeta donde el trazado hace un giro de algo más de 90° a la derecha provocando esta súbita maniobra encontronazos de las reses contra el vallado al que llegan con bastante velocidad tras tantos metros lineales. Es uno de los puntos críticos del recorrido y también se le conoce como la curva de Mercaderes o la curva de Estafeta. Los corredores avezados, conocedores de la complicada maniobra que supone para la manada, procuran acompañarla por la parte interior, yendo a la derecha de las reses, para evitar verse arrastrados y golpeados contra el vallado por la fuerza centrífuga donde la manada se escora hacia la izquierda. También son numerosas las reses que resbalan y caen, desligandose del resto de la manada y enfilando solas la calle Estafeta aumentando con ello la tensión y los riesgos de las carreras de los participantes. Así ocurrió el 10 de julio de 2009 con el toro Capuchino, de la ganadería de Jandilla, que en esa curva quedó rezagado y en solitario atravesó la Estafeta. Al encarar el tramo de acceso a la plaza de toros embistió a un grupo de corredores en su parte derecha hiriendo mortalmente a Daniel Jimeno Romero.
Con la transformación de la calle, al desaparecer Casa Viscor, también el trazado del encierro ha evolucionado.